# Фація (ландшафтознавство)

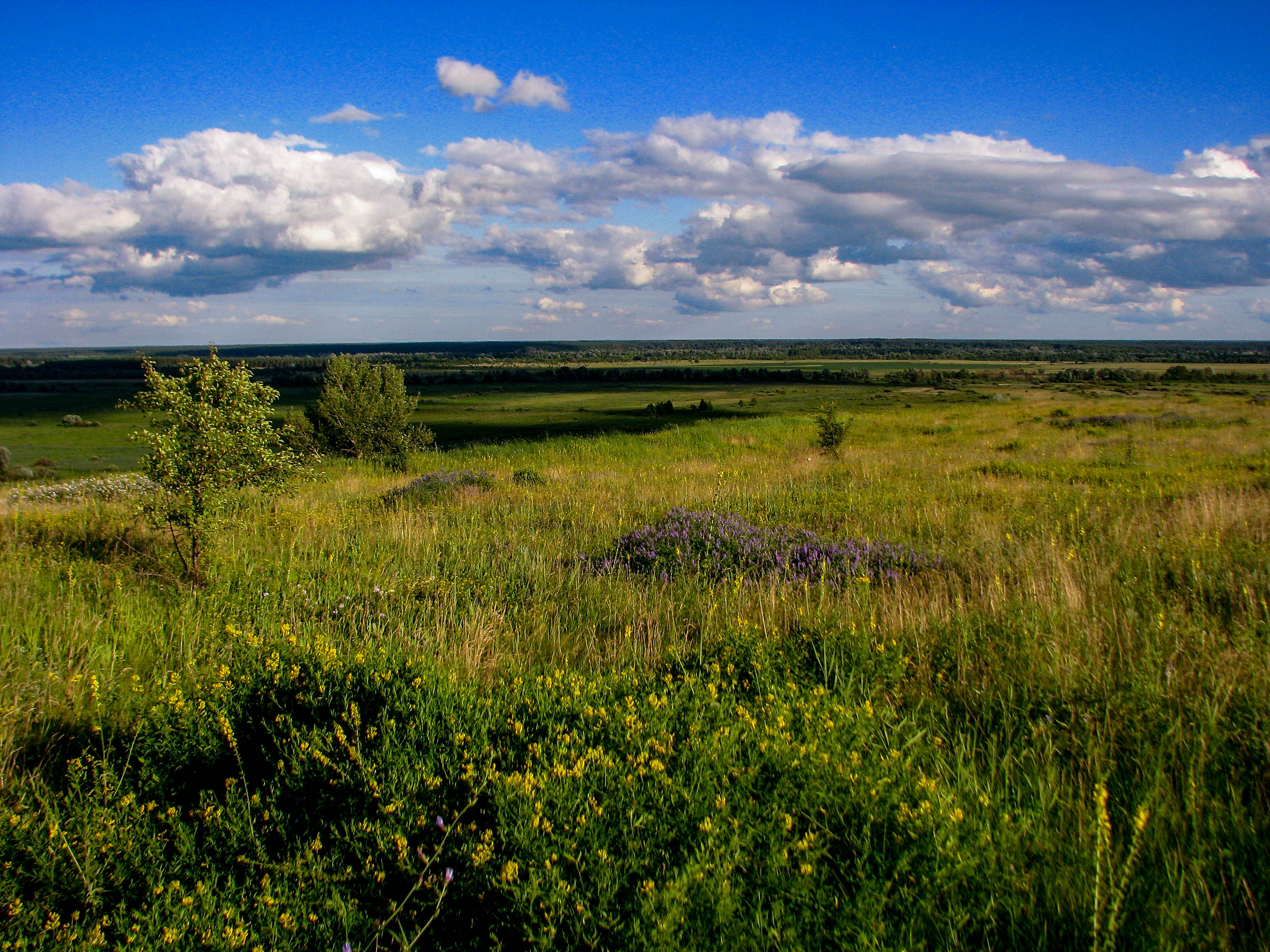
Галявина у РЛП «Сеймський»

Фа́ція — елементарний природно-територіальний комплекс, елементарна гранична категорія геосистемной ієрархії, найменша морфологічна складова частина географічного ландшафту, що характеризується однорідністю материнської породи (літогенної основи), рельєфу, умов зволоження, мікроклімату, ґрунтового та рослинного покриву, своєрідністю рослинного світу і мікроорганізмів. Інколи можна спостерігати мутацію фацій (мутаційна шаруватість).
Фації ландшафтознавстві виділяють за типами обстановок осадонакопичення, за складом осадів, за стадіями зміни порід, за органіч. залишками; за ін. ознаками; напр., фізіофації — за фізичним станом середовища: тепловодна, субаеральна Ф. і т. д.; тектонофації — за тектонічними ознаками.